# Рудный Алтай
Ру́дный Алта́й (каз. Кенді Алтай) — юго-западная пониженная часть Алтая, главным образом между реками Чарыш и Иртыш. Расположен преимущественно в пределах Восточно-Казахстанской области Казахстана и частично в России. На территории Рудного Алтая сосредоточены значительные месторождения полиметаллических руд. Название предложено геологом В. К. Котульским.

## География
Рудный Алтай включает в себя Убинский, Колыванский, Калбинский хребты, а также отроги Тигирецкого, Ивановского, Ульбинского хребтов и Холзуна. Преобладающие высоты составляют 1200—2000 м. К западу высоты постепенно уменьшаются, и Рудный Алтай приобретает характер низкогорья.

## Полезные ископаемые
К главным минералам полиметаллических руд региона относятся пирит, сфалерит, галенит и халькопирит; подчинённое значение имеют блёклые руды, самородные серебро и золото, теллуриды. Главные жильные минералы: кварц, хлорит, серицит, барит и карбонаты.
Наиболее значительные полиметаллические месторождения Рудного Алтая образуют две полосы, тяготеющие к зонам смятия северо-западного направления. В Иртышской зоне смятия преобладают медно-свинцово-цинковые руды (Орловское, Золотушинское, Николаевское, Белоусовское, Берёзовское месторождения); в Северо-Восточной зоне — преимущественно свинцово-цинковые руды (Рубцовское, Степное, Таловское, Среднее, Зареченское, Корболихинское, Стрижковское, Гусляковское, Лениногорское, Тишинское, Зыряновское и др.).